# Fämtan
Fämtan este o arie protejată (arie specială de conservare — SAC, sit de importanță comunitară — SCI) din Suedia întinsă pe o suprafață de 61,7 ha, integral pe uscat.

## Localizare
Centrul sitului Fämtan este situat la coordonatele 60°35′42″N 13°11′22″E / 60.595°N 13.1894°E.

## Înființare
Situl Fämtan a fost declarat sit de importanță comunitară în ianuarie 2002 pentru a proteja 1 specie de animale. Situl a fost protejat și ca arie specială de conservare în martie 2011.

## Biodiversitate
Situată în ecoregiunea boreală, aria protejată conține 1 habitat natural: Cursuri de apă de la nivel de câmpie la nivel montan, cu vegetație Ranunculion fluitantis și Callitricho-Batrachion.
La baza desemnării sitului se află o specie protejată de  pești: somonul (Salmo salar).